# Spieloper
Unter einer Spieloper verstand man im 19. Jahrhundert eine heitere Oper in der Nachfolge des Singspiels. Im Unterschied zur Opera buffa enthalten Spieloper und Singspiel keine Rezitative, sondern gesprochene Dialoge. Eine Spieloper war in der Regel eine Oper mit lustspielartiger oder sentimentaler Handlung und leichter, gefälliger Musik.
Die Spieloper leitet sich von der französischen Opéra comique des späteren 18. Jahrhunderts her, einer spezifisch kleinbürgerlichen Ausprägung der Oper. Fließend sind die Grenzen zur weniger musikhaltigen „Posse mit Gesang“, zum musikdramatischen Vaudeville und zur moderneren Operette.
Analog dazu gibt es die Rollenfächer beziehungsweise Stimmfächer des „Spieltenors“ oder „Spielbasses“ für Sänger mit leichterer Stimme und schauspielerischen, meist komödiantischen Fähigkeiten. Spielopern wurden oft von Wanderbühnen gegeben, in deren Repertoire es keine scharfe Abgrenzung zwischen Schauspiel und Oper gab.
Als Paradebeispiele werden oft die Werke von Albert Lortzing genannt, wie Zar und Zimmermann, Der Wildschütz, Der Waffenschmied, oder Otto Nicolais Die lustigen Weiber von Windsor. Auch Carl Maria von Webers Peter Schmoll und seine Nachbarn, Abu Hassan, Die drei Pintos und Oberon sowie Heinrich Marschners Der Holzdieb und Der Bäbu gelten als Spielopern. Durchkomponierte Opern wie Conradin Kreutzers Nachtlager in Granada und Friedrich von Flotows Martha werden gewöhnlich nicht zu diesem Genre gerechnet.
Der Begriff Spieloper ist im Deutschen seit dem späteren 19. Jahrhundert oft für einen „Nationalstil“ in Anspruch genommen worden.